# Овоштник
Ово́штник (болг. Овощник) — село в Старозагорській області Болгарії. Входить до складу общини Казанлик.

## Населення
За даними перепису населення 2011 року у селі проживали 1655 осіб.
Національний склад населення села:
| Національність   | Кількість осіб | Відсоток |
| ---------------- | -------------- | -------- |
| болгари          | 1587           | 99,1%    |
| цигани           | 6              | 0,4%     |
| турки            | 3              | 0,2%     |
| Всього відповіли | 1601           |          |

Розподіл населення за віком у 2011 році:
Динаміка населення: